# Неустойчивость Рэлея — Плато

Разбивание хвоста падающей капли на маленькие капли из-за неустойчивости Плато — Рэлея

Неусто́йчивость Рэле́я — Плато́, неустойчивость Плато — Рэлея, часто в литературе называемая просто неустойчивость Рэлея — явление самопроизвольного разбиения длинной струи жидкости на отдельные не связанные фрагменты — капли.
Явление происходит также и в невесомости и обусловлено действием сил поверхностного натяжения жидкости. Поверхностное натяжение стремится уменьшить площадь поверхности раздела жидкость-газ, так как у меньшей поверхности меньше энергия поверхностного натяжения. Длинная, например, цилиндрическая струя некоторого объёма имеет бо́льшую поверхность, чем несколько сферических капель того же объёма. Именно поэтому длинные струи жидкости разбиваются на капли.

## История
Неустойчивость Плато — Рэлея названа в честь Жозефа Плато и лорда Рэлея. В 1873 г. Плато, изучая струи вертикально падающей воды, обнаружил, что струя распадается на капли при периоде сужений вдоль струи больше диаметра струи примерно в 3,13—3,18 раза, что, как он отметил, близко к числу {\displaystyle \pi }.
Позже Рэлей теоретически показал, что вертикально падающая струя не слишком вязкой жидкости с круглым поперечным сечением должна распадаться на капли при длине периода сужений превышающей диаметр в {\displaystyle \pi } раз.

## Теоретическое объяснение явления

Промежуточная стадия распада струи жидкости. Показаны радиусы кривизны волнистости в направлении перпендикулярном оси. Радиус струи в зависимости от :,
где — исходный радиус невозмущенного потока,
— амплитуда возмущения,
— расстояние по оси потока, и — волновое число сужений вдоль струи.

Распад струи на капли обусловлен малыми неоднородностями, существующими даже в совершенно однородных внешне струях, например, тонкой ламинарной струйке воды, вытекающей из водопроводного крана.
Неустойчивость обусловлена тем, что некоторые из этих малых неоднородностей со временем самопроизвольно увеличиваются, другие же затухают.
Исходно струя имеет множество малых неоднородностей, которые можно приближённо представить как синусоидальные колебания радиуса вдоль струи с разными длинами периода сужений, то есть изменений диаметра {\displaystyle R(z)} вдоль струи, каждую из неоднородностей с определённым периодом сужений {\displaystyle L_{i}} вдоль струи можно характеризовать волновым числом {\displaystyle k_{i}}:
{\displaystyle k_{i}={\frac {2\pi }{L_{i}}}.}
Изменение радиуса струи для некоторой неоднородности с волновым числом {\displaystyle k_{i}}:
{\displaystyle R_{i}(z)=R_{0}+A_{i}\cos(k_{i}z),}
где {\displaystyle R_{0}} — исходный радиус невозмущенной струи;
{\displaystyle A_{i}} — амплитуда возмущения;
{\displaystyle z} — расстояние по оси потока;
{\displaystyle k_{i}} — волновое число сужений вдоль струи.
Хаотическую неоднородность сужений можно представить в виде суммы всех синусоидальных неоднородностей:
{\displaystyle R(z)=R_{0}+\sum _{i}A_{i}\cos(k_{i}z).}
Рэлей показал, что некоторые неоднородности в этой сумме нарастают со временем, другие затухают, причем некоторые из нарастающих неоднородностей нарастают быстрее других, скорость роста зависит от соотношения волнового числа неоднородности и диаметра струи. На рисунке показано нарастание неоднородности с волновым числом, отвечающим максимальной скорости роста.
Если предположить, что все возможные неоднородности исходно существуют с примерно равными но малыми амплитудами, размер образующихся капель можно предсказать, зная при каком волновом числе неоднородность будет нарастать быстрее всего. С течением времени станет превалировать неоднородность с максимальной скоростью роста, которая в конце концов и разобьёт струю на отдельные капли.
Математическая теория сложна. Качественно явление можно описать следующим образом. В невесомости давление внутри покоящейся струи определяется только силами поверхностного натяжения. Давление в жидкости от сил поверхностного натяжения описывается уравнением Юнга — Лапласа и зависит от двух радиусов — радиуса струи и радиуса кривизны волнистости вдоль струи. В сужениях струи радиус струи меньше чем в утолщениях, поэтому давление в этих местах больше и поверхностное натяжение стремится выдавить жидкость в область утолщений струи. Таким образом, узкие места с течением времени ещё больше утоньшаются. Но это не единственный механизм неустойчивости, так как на давление влияют два радиуса кривизны. В местах сужений радиус кривизны вдоль струи фактически отрицателен, откуда из уравнения Юнга — Лапласа следует, что этот радиус снижает давление в сужении. Радиус кривизны вдоль струи в утолщении положителен и увеличивает давление в этой зоне. Влияние на давление в жидкости радиуса кривизны вдоль струи противоположно влиянию радиуса самой струи.
Эти два влияния в общем случае не уравновешивают друг друга. Одно из них будет иметь большее влияние, чем другое, в зависимости от волнового числа и начального радиуса потока. Когда волновое число таково, что радиус кривизны волны доминирует над радиусом струи, такие неоднородности будут постепенно сглаживаться. Если же влияние радиуса струи доминирует над влиянием кривизны вдоль струи, такие неоднородности прогрессивно нарастают со временем.
Анализ показывает, что могут нарастать только неоднородности, для которых выполняется соотношение:
{\displaystyle kR_{0}<1,}
но наиболее быстро растёт неоднородность, для которой {\displaystyle kR_{0}\simeq 0,697}, именно поэтому изначально однородная струя разбивается на капли приблизительно равного размера.

## Приложения явления неустойчивости Плато — Рэлея в технике
Изучение этой неустойчивости и применение или борьба с ней находит при конструировании струйных принтеров, бестигельной зонной плавке, повышении надёжности металлических проволок нанометровых размеров при работе их при повышенных температурах и др.